# Équipe cycliste Fiat
Pour l'équipe cycliste professionnelle belge créée et disparue en 1977, voir Équipe cycliste Fiat France.
Pour les articles homonymes, voir Fiat (homonymie).
Fiat est une équipe cycliste professionnelle française créée en 1978 et disparue à l'issue de la saison 1979. 
Durant son existence, elle participe aux Tours de France 1978 et 1979 sans toutefois y obtenir de victoires.